# کارلتون استیونز کون
کارلتون استیونز کون (۲۳ ژوئن ۱۹۰۴ - ۳ ژوئن ۱۹۸۱) مردم‌شناس آمریکایی بود. وی استاد دانشگاه‌های هاروارد و پنسیلوانیا و نیز ریاست انجمن مردم‌شناسان زیستی آمریکا را بر عهده داشت.
او طی سال‌های ۱۹۴۹ تا ۱۹۵۱ به کاوش غارهای هوتو و کمربند در نزدیکی بهشهر در استان مازندران ایران پرداخت.